# 基莫洛斯
基莫洛斯（希臘語：Κίμωλος）是希腊南愛琴大區米洛斯专区的市镇，行政中心为基莫洛斯村。市镇面积为53.3平方公里，2021年人口数量为810人。
此市镇包括整个基莫洛斯島、波利艾戈斯島及周边诸多小岛。这些岛屿为基克拉泽斯群岛的一部分。